# 高山野鯪
高山野鯪，為輻鰭魚綱鯉形目鯉科野鯪屬的其中一個種。該物種主要分布於非洲衣索比亞Juba河流域，棲息在中底層水域。

## 扩展阅读
維基物種上的相關：高山野鯪